# Vladímir Dejúrov
Vladímir Nikolàievitx Dejúrov (rus: Влади́мир Никола́евич Дежу́ров; nascut el 30 de juliol de 1962) és un excosmonauta que resideix a la Ciutat de les Estrelles, Moscou. Va realitzar dos passeigs espacials, a les estacions espacials Mir i Estació Espacial Internacional. Durant la seva carrera, Dejúrov també va conduir nou passeigs espacials abans de la seva jubilació el 12 de juliol de 2004.